# Кътинг Крю
„Кътинг Крю“ (на английски: Cutting Crew) е английска рок група, създадена в Лондон през 1985 г. Те са най-известни с дебютния си албум Broadcast и хит сингъла (I Just) Died in Your Arms, които ги правят популярни в Англия и Америка.

## Дискография

### Студийни албуми
- Broadcast (1986)
- The Scattering (1989)
- Compus Mentus (1992)
- Grinning Souls (2006)
- Add to Favourites (2015)